# مریم مقدس فرشتگان و شهیدان

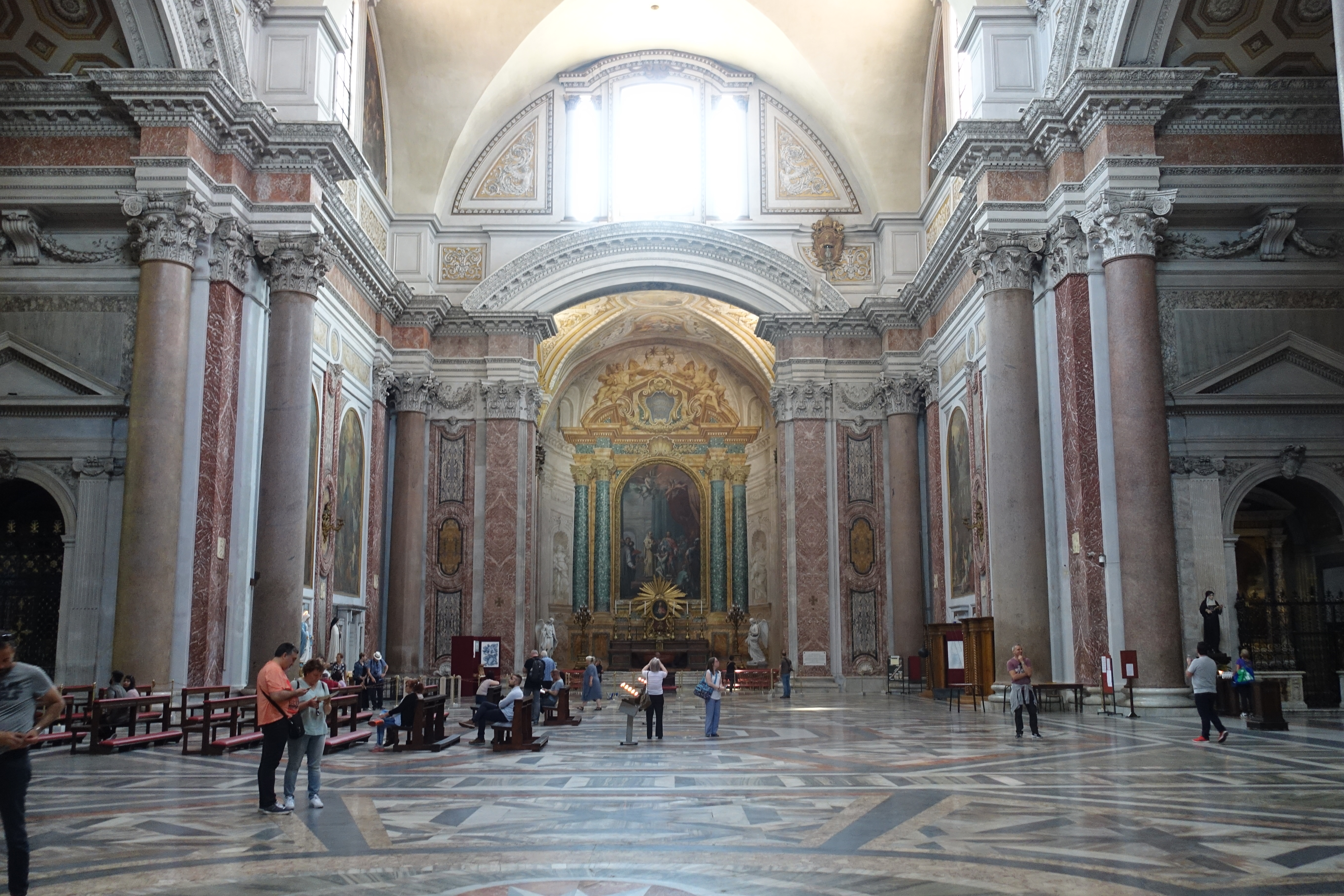
گذرگاه، با ستون‌های رومی

مریم مقدس فرشتگان و شهیدان (ایتالیایی: Santa Maria degli Angeli e dei Martiri) یک بازیلیکا و کلیسای انتصابی در شهر رم ایتالیا است که در داخل خرابه‌های فریجیداریوم واقع شده‌است. این کلیسا در قرن ۱۶ میلادی ساخته شده و طرح اصلی آن از میکل‌آنژ است.
این بازیلیکا در ۱۵ مه ۱۵۶۵ با فرمان پاپ پیوس چهارم یک کلیسای انتصابی شد. از کاردینال‌های مشهور آن می‌توان به فدریکو برمئو و جنارو گرانیتو پینیاتلی دی بلمونته اشاره کرد.